# Jùjú
Jùjú ist ein nigerianischer Popmusikstil, der in den 1920er Jahren aus der traditionellen Yoruba-Musik heraus entstanden ist. Nach dem Zweiten Weltkrieg wurden elektrische Musikinstrumente in die Musik integriert, und Jùjú avancierte zu einem der populärsten Musikstile in Nigeria, insbesondere im Südwesten des Landes.